# Casa Erbo Stenzel
Casa Erbo Stenzel foi uma construção histórica da cidade de Curitiba.

## Histórico
A construção de madeira foi residência de Erbo Stenzel e depois de algum tempo de sua morte, a família doou para a administração do município, além da casa, pertences de trabalho do artista, como moldes de gesso, maquetes e réplicas de bustos de personagens.
A casa foi transportada do seu local original (no bairro São Francisco) e depois de descupinizada, foi remontada dentro do Parque São Lourenço. Em 22 de junho de 1998, foi inaugurada como um museu, que contava com um acervo bibliográfico, estudos e documentos do artista e enxadrista, além do material doado. Entre os estudos, estavam as plantas da sua obra instalado na Praça Dezenove de Dezembro: o “Homem Nu”.
Em 26 de agosto de 2009, a Fundação Cultural de Curitiba fechou o local com a intenção de realizar uma grande reforma. Todo o acervo foi retirado do museu e colocado aos cuidados do governo do Estado do Paraná. Deste momento em diante, ficou abandonada e sem receber a prometida reforma. 
Na madrugada de 14 de junho de 2017, a casa histórica pegou fogo e apenas a sua varanda não foi consumida pelas chamas. Na mesma semana, o então prefeito, Rafael Greca, autorizou a demolição completa do que restou da casa. 